# Collaboration des partis politiques
La Collaboration des partis politiques (en anglais : Collaborating Political Parties ; abrégé CPP) est une coalition politique libérienne formée pour les élections sénatoriales de 2020. 
Initialement composée Parti de l'unité (UP), du Parti de la liberté (LP), du Congrès national alternatif (ANC) et du Parti de tous les Libériens (ALP), la coalition voit le départ de l'UP et de l'ALP avant les élections générales de 2023.

## Histoire
La Collaboration des partis politiques (CPP) est formée en avril 2020 en tant que coalition politique par des partis d'oppositions au président George Weah. Elle regroupe le Parti de l'unité, le Parti de la liberté, le Congrès national alternatif ainsi que le Parti de tous les Libériens. Cette nouvelle formation a pour objectif de participer aux élections sénatoriales de 2020 et de se maintenir jusqu'à la présidentielle de 2023 afin de présenter un candidat commun de l'opposition face à Weah.
Lors des sénatoriales de 2020, la coalition réussit son pari en remportant 6 sièges sur les 15 en jeux au Sénat devant la coalition présidentielle, la Coalition pour le changement démocratique.
Malgré les bons résultats électoraux de la coalition, les quatre partis qui la composent ne parviennent pas à s'entendre sur un candidat commun à la présidentielle de 2023, provoquant sa quasi dislocation. Le Parti de l'unité ainsi que le Parti de tous les Libériens décident de quitter le CPP. George Weah a ainsi pour principaux concurrents les candidats de l'UP et de l'ANC, Joseph Boakai et Alexander Cummings, ce dernier représentant presque seul la coalition CPP. La coalition marque officiellement sa dissolution le 15 avril 2024, au cours d'une cérémonie avec ses deux derniers partis qui la compose.

## Résultats électoraux

### Élection présidentielle
| Année | Candidats          | Candidats          | Premier tour | Premier tour | Second tour | Second tour | Position | Statut  |
| Année | Président          | Vice-président     | Voix         | %            | Voix        | %           | Position | Statut  |
| ----- | ------------------ | ------------------ | ------------ | ------------ | ----------- | ----------- | -------- | ------- |
| 2023  | Alexander Cummings | Charlyne Brumskine | 29 613       | 1,61         |             |             | 5e       | Non élu |

### Élections législatives
| Élection | Voix    | %    | Sièges | +/– |
| -------- | ------- | ---- | ------ | --- |
| 2023     | 137 909 | 7,59 | 6 / 73 | Nv  |

### Élections sénatoriales
| Élection | Voix    | %    | Sièges      | Sièges | Sièges | Sièges      | Sièges |
| Élection | Voix    | %    | Total avant | En jeu | Élus   | Total après | +/-    |
| -------- | ------- | ---- | ----------- | ------ | ------ | ----------- | ------ |
| 2020     | 354 898 | 1,08 | 11          | 4      | 6      | 13 / 30     | Nv     |
| 2023     | 83 423  | 4,60 | 6           | 3      | 0      | 3 / 30      | 3      |